# Gosztonyia antarctica
Gosztonyia antarctica är en fiskart som beskrevs av Jesús Matallanas 2009. Gosztonyia antarctica ingår i släktet Gosztonyia och familjen tånglakefiskar. Inga underarter finns listade i Catalogue of Life.